# Adrian Sherwood
Adrian Sherwood (* 1958) je anglický hudební producent, hudebník a hudební skladatel. Svou kariéru zahájil koncem sedmdesátých let. Roku 1982 produkoval album Pal Judy zpěvačky Judy Nylon. Jako producent později spolupracoval s mnoha dalšími hudebníky a skupinami, mezi které patří například Nine Inch Nails, Lee „Scratch“ Perry, The Slits nebo The Fall. Rovněž vydal několik vlastních alb. V roce 2010 získal ocenění Człowiek ze Złotym Uchem.

## Sólová diskografie
- Never Trust a Hippy (2003)
- Becoming a Cliché (2006)
- Dub Setter (2010)
- Survival & Resistance (2012)